# Голенки (Могилёвская область)
Голе́нки (бел. Галёнкі) — деревня в составе Коптевского сельсовета Горецкого района Могилёвской области Республики Беларусь.

## География
Река Реместлянка.

## Население
- 1999 год — 61 человек
- 2010 год — 15 человек